# Taraco-Halbinsel
Die Taraco-Halbinsel reicht auf der Seite Boliviens in den kleineren, südlichen Teil des Titicacasees hinein, dem Wiñaymarka. Dabei verläuft sie von Ost nach West in den See hinein. Die Halbinsel ist fast deckungsgleich mit dem Municipio Taraco der Provinz Ingavi (Departamento La Paz). Auf ihr liegt auch der Ort Taraco und der größte Ort der Halbinsel, die Streusiedlung Ñachoca. Weitere Orte auf der Halbinsel sind Sapana, Opoqueri, Santa Rosa de Taraco und Chivo.